# Giải thưởng Ngôi Sao Xanh 2016
Lễ trao giải thưởng Ngôi Sao Xanh lần thứ 3 tổ chức bởi kênh truyền hình TodayTV và Tạp chí Thế giới điện ảnh, nhằm trao giải cho những bộ phim, vai diễn trong và ngoài nước xuất hiện tại rạp chiếu và trên sóng truyền hình từ 01 tháng 12 năm 2015 đến trung tuần tháng 11 năm 2016. Buổi lễ diễn ra vào ngày 06 tháng 01 năm 2017 tại Nhà hát Thành phố Hồ Chí Minh, Thành phố Hồ Chí Minh. Trong buổi lễ, ban tổ chức trao tặng các Giải thưởng "Gương mặt điện ảnh và truyền hình hôm nay" (thường gọi là Giải thưởng Ngôi Sao Xanh) ở 13 hạng mục. Buổi lễ được kênh TodayTV phát sóng trực tiếp tại Việt Nam, MC Anh Quân và người mẫu Thu Hằng đảm nhiệm vai trò dẫn chương trình.
Ngôi Sao Xanh 2016, còn có sự tham gia của 4 khách mời đặc biệt đến từ Ấn Độ và Philippines: diễn viên Toral Rasputra, diễn viên Siddharth Shukla, diễn viên Carla Abellana và đạo diễn Sidharth Sengupta. Ngoài ra chương trình có sự tham gia của các ca sĩ nổi tiếng: Đàm Vĩnh Hưng, Quang Dũng, Hồ Trung Dũng, Miu Lê, Bảo Anh,...

## Hạng mục truyền hình

### Gương mặt truyền hình triển vọng
Do Hội đồng nghệ thuật bình chọn.
| Đoạt giải | Đoạt giải | Đoạt giải       | Đề cử      | Đề cử     | Đề cử            |
| Diễn viên | Vai       | Phim            | Diễn viên  | Vai       | Phim             |
| --------- | --------- | --------------- | ---------- | --------- | ---------------- |
| Puka      | Lý        | Cô Thắm về làng | Puka       | Lý        | Cô Thắm về làng  |
| Puka      | Lý        | Cô Thắm về làng | Lyna Trang | Mộng Điệp | Trần đồ bát quái |

### Nam và nữ diễn viên truyền hình được yêu thích nhất
Do khán giả bình chọn.
| Đoạt giải     | Đoạt giải | Đoạt giải       | Đoạt giải     | Đoạt giải | Đoạt giải                  | Đề cử         | Đề cử    | Đề cử                      |
| Nam diễn viên | Vai       | Phim            | Nữ diễn viên  | Vai       | Phim                       | Diễn viên     | Vai      | Phim                       |
| ------------- | --------- | --------------- | ------------- | --------- | -------------------------- | ------------- | -------- | -------------------------- |
| Jun Phạm      | Kiệm      | Cô Thắm về làng | Mai Thu Huyền | Trúc      | Những ngọn nến trong đêm 2 | Đức Hải       | Đức      | Huyền thoại tím            |
| Jun Phạm      | Kiệm      | Cô Thắm về làng | Mai Thu Huyền | Trúc      | Những ngọn nến trong đêm 2 | Jun Phạm      | Kiệm     | Cô Thắm về làng            |
| Jun Phạm      | Kiệm      | Cô Thắm về làng | Mai Thu Huyền | Trúc      | Những ngọn nến trong đêm 2 | Quý Bình      | Hai Tấn  | Sông phố nhà ghe           |
| Jun Phạm      | Kiệm      | Cô Thắm về làng | Mai Thu Huyền | Trúc      | Những ngọn nến trong đêm 2 | Tường Vi      | Thắm     | Cô Thắm về làng            |
| Jun Phạm      | Kiệm      | Cô Thắm về làng | Mai Thu Huyền | Trúc      | Những ngọn nến trong đêm 2 | Lê Phương     | Út Trinh | Sông phố nhà ghe           |
| Jun Phạm      | Kiệm      | Cô Thắm về làng | Mai Thu Huyền | Trúc      | Những ngọn nến trong đêm 2 | Mai Thu Huyền | Trúc     | Những ngọn nến trong đêm 2 |

### Bộ phim truyền hình Việt Nam được yêu thích nhất
Do khán giả bình chọn.
| Đoạt giải                  | Đoạt giải       | Đoạt giải                           | Đề cử                      |
| Phim                       | Đạo diễn        | Sản xuất                            | Phim                       |
| -------------------------- | --------------- | ----------------------------------- | -------------------------- |
| Những ngọn nến trong đêm 2 | Nguyễn Khải Anh | Trung tâm Phim truyền hình Việt Nam | Những ngọn nến trong đêm 2 |
| Những ngọn nến trong đêm 2 | Nguyễn Khải Anh | Trung tâm Phim truyền hình Việt Nam | Cô Thắm về làng            |
| Những ngọn nến trong đêm 2 | Nguyễn Khải Anh | Trung tâm Phim truyền hình Việt Nam | Sông phố nhà ghe           |

### Nam và nữ diễn viên nước ngoài được yêu thích nhất
Do khán giả bình chọn.
| Đoạt giải        | Đoạt giải            | Đoạt giải     | Đoạt giải      | Đoạt giải               | Đoạt giải               | Đề cử            | Đề cử       | Đề cử                   | Đề cử                   |
| Nam diễn viên    | Vai                  | Phim          | Nữ diễn viên   | Vai                     | Phim                    | Diễn viên        | Quốc tịch   | Vai                     | Phim                    |
| ---------------- | -------------------- | ------------- | -------------- | ----------------------- | ----------------------- | ---------------- | ----------- | ----------------------- | ----------------------- |
| Siddharth Shukla | Shivraj Alok Shekhar | Cô dâu 8 tuổi | Carla Abellana | Grace Dela Rosa-Andrada | Em là định mệnh đời anh | Siddharth Shukla | Ấn Độ       | Shivraj Alok Shekhar    | Cô dâu 8 tuổi           |
| Siddharth Shukla | Shivraj Alok Shekhar | Cô dâu 8 tuổi | Carla Abellana | Grace Dela Rosa-Andrada | Em là định mệnh đời anh | Carla Abellana   | Philippines | Grace Dela Rosa-Andrada | Em là định mệnh đời anh |

### Bộ phim nước ngoài được yêu thích nhất
Do khán giả bình chọn.
| Đoạt giải     | Đoạt giải | Đề cử               | Đề cử       |
| Phim          | Quốc gia  | Phim                | Quốc gia    |
| ------------- | --------- | ------------------- | ----------- |
| Cô dâu 8 tuổi | Ấn Độ     | Cô dâu 8 tuổi       | Ấn Độ       |
| Cô dâu 8 tuổi | Ấn Độ     | Định mệnh           | Ấn Độ       |
| Cô dâu 8 tuổi | Ấn Độ     | Lối rẽ cho tình yêu | Philippines |

### Nam và nữ diễn viên truyền hình xuất sắc nhất
Do Hội đồng nghệ thuật bình chọn.
| Đoạt giải     | Đoạt giải | Đoạt giải        | Đoạt giải    | Đoạt giải | Đoạt giải                  | Đề cử        | Đề cử | Đề cử                      |
| Nam diễn viên | Vai       | Phim             | Nữ diễn viên | Vai       | Phim                       | Diễn viên    | Vai   | Phim                       |
| ------------- | --------- | ---------------- | ------------ | --------- | -------------------------- | ------------ | ----- | -------------------------- |
| Hoàng Phúc    | Hải       | Trận đồ bát quái | Đinh Y Nhung | Giang     | Những ngọn nến trong đêm 2 | Hoàng Phúc   | Hải   | Trận đồ bát quái           |
| Hoàng Phúc    | Hải       | Trận đồ bát quái | Đinh Y Nhung | Giang     | Những ngọn nến trong đêm 2 | Đinh Y Nhung | Giang | Những ngọn nến trong đêm 2 |

### Bộ phim truyền hình xuất sắc nhất
Do Hội đồng nghệ thuật bình chọn.
| Đoạt giải        | Đoạt giải       | Đoạt giải                   | Đề cử                      |
| Phim             | Đạo diễn        | Sản xuất                    | Phim                       |
| ---------------- | --------------- | --------------------------- | -------------------------- |
| Sông phố nhà ghe | Trần Ngọc Phong | Hãng Phim Ngôi Sao Toàn Cầu | Sông phố nhà ghe           |
| Sông phố nhà ghe | Trần Ngọc Phong | Hãng Phim Ngôi Sao Toàn Cầu | Những ngọn nến trong đêm 2 |
| Sông phố nhà ghe | Trần Ngọc Phong | Hãng Phim Ngôi Sao Toàn Cầu | Huyền thoại tím            |

## Hạng mục điện ảnh

### Gương mặt điện ảnh triển vọng
Do Hội đồng nghệ thuật bình chọn.
| Đoạt giải | Đoạt giải | Đoạt giải         | Đề cử     | Đề cử  | Đề cử                      |
| Diễn viên | Vai       | Phim              | Diễn viên | Vai    | Phim                       |
| --------- | --------- | ----------------- | --------- | ------ | -------------------------- |
| Huỳnh Lập | Oliver    | Gái già lắm chiêu | Harry Lu  | Tuấn   | 4 năm, 2 chàng, 1 tình yêu |
| Huỳnh Lập | Oliver    | Gái già lắm chiêu | Huỳnh Lập | Oliver | Gái già lắm chiêu          |
| Huỳnh Lập | Oliver    | Gái già lắm chiêu | Kim Thư   | Mưa    | Nắng                       |

### Giải sáng tạo xuất sắc
Một giải duy nhất cho quay phim, kịch bản, âm nhạc, phục trang, ca khúc… tùy từng năm). Giải do Hội đồng Nghệ thuật bình chọn.
| Đoạt giải        | Đề cử                    | Đề cử            | Đề cử                  |
| Tên              | Tên                      | Vai trò          | Phim                   |
| ---------------- | ------------------------ | ---------------- | ---------------------- |
| Lê Hữu Hoàng Nam | Lê Hữu Hoàng Nam         | Quay phim        | Sài Gòn anh yêu em     |
| Lê Hữu Hoàng Nam | Tony Nghĩa               | Chỉ đạo võ thuật | Lật mặt 2: Phim trường |
| Lê Hữu Hoàng Nam | Jerome Leroy · ( Hoa Kỳ) | Âm nhạc          | Cô hầu gái             |

### Nam và nữ diễn viên điện ảnh được yêu thích nhất
Do khán giả bình chọn.
| Đoạt giải     | Đoạt giải    | Đoạt giải        | Đoạt giải    | Đoạt giải | Đoạt giải                  | Đề cử        | Đề cử        | Đề cử                      |
| Nam diễn viên | Vai          | Phim             | Nữ diễn viên | Vai       | Phim                       | Diễn viên    | Vai          | Phim                       |
| ------------- | ------------ | ---------------- | ------------ | --------- | -------------------------- | ------------ | ------------ | -------------------------- |
| Trường Giang  | Thượng Phong | Taxi, em tên gì? | Midu         | Quỳnh     | 4 năm, 2 chàng, 1 tình yêu | Trường Giang | Thượng Phong | Taxi, em tên gì?           |
| Trường Giang  | Thượng Phong | Taxi, em tên gì? | Midu         | Quỳnh     | 4 năm, 2 chàng, 1 tình yêu | Midu         | Quỳnh        | 4 năm, 2 chàng, 1 tình yêu |

### Nam và nữ diễn viên điện ảnh xuất sắc nhất
Do Hội đồng nghệ thuật bình chọn.
| Đoạt giải     | Đoạt giải    | Đoạt giải        | Đoạt giải    | Đoạt giải | Đoạt giải            | Đề cử               | Đề cử        | Đề cử                   |
| Nam diễn viên | Vai          | Phim             | Nữ diễn viên | Vai       | Phim                 | Diễn viên           | Vai          | Phim                    |
| ------------- | ------------ | ---------------- | ------------ | --------- | -------------------- | ------------------- | ------------ | ----------------------- |
| Trường Giang  | Thượng Phong | Taxi, em tên gì? | Miu Lê       | Thanh Nga | Em là bà nội của anh | Thanh Nam           | Sáu Lương    | Sài Gòn anh yêu em      |
| Trường Giang  | Thượng Phong | Taxi, em tên gì? | Miu Lê       | Thanh Nga | Em là bà nội của anh | Trường Giang        | Thượng Phong | Taxi, em tên gì?        |
| Trường Giang  | Thượng Phong | Taxi, em tên gì? | Miu Lê       | Thanh Nga | Em là bà nội của anh | Isaac               | Thái tử      | Tấm Cám: Chuyện chưa kể |
| Trường Giang  | Thượng Phong | Taxi, em tên gì? | Miu Lê       | Thanh Nga | Em là bà nội của anh | Miu Lê              | Thanh Nga    | Em là bà nội của anh    |
| Trường Giang  | Thượng Phong | Taxi, em tên gì? | Miu Lê       | Thanh Nga | Em là bà nội của anh | Angela Phương Trinh | Bình Chi     | Taxi, em tên gì?        |
| Trường Giang  | Thượng Phong | Taxi, em tên gì? | Miu Lê       | Thanh Nga | Em là bà nội của anh | Nhung Kate          | Linh         | Cô hầu gái              |

### Phim điện ảnh hay nhất
Do Hội đồng nghệ thuật bình chọn.
| Đoạt giải          | Đoạt giải     | Đoạt giải        | Đề cử                    |
| Phim               | Đạo diễn      | Sản xuất         | Phim                     |
| ------------------ | ------------- | ---------------- | ------------------------ |
| Sài Gòn anh yêu em | Lý Minh Thắng | Hãng phim Liveon | Sài Gòn anh yêu em       |
| Sài Gòn anh yêu em | Lý Minh Thắng | Hãng phim Liveon | Taxi, em tên gì?         |
| Sài Gòn anh yêu em | Lý Minh Thắng | Hãng phim Liveon | 4 năm 2 chàng 1 tình yêu |